# 小佩雷利斯基
50°2′16″N 24°57′20″E / 50.03778°N 24.95556°E
小佩雷利斯基（烏克蘭語：Малі Переліски）是烏克蘭西部的村莊，隸屬利維夫州的佐洛奇夫區。該村面積0.2平方公里，2001年人口44，人口密度每平方公里216.75人。